# Фрідріх-Вільгельм Бок
Фрідріх-Вільгельм Бок (нім. Friedrich-Wilhelm Bock; 6 травня 1897, Вжесьня, Пруссія — 11 березня 1978, Ганновер, Німеччина) — німецький воєначальник, оберфюрер СС і оберст охоронної поліції. Кавалер Лицарського хреста Залізного хреста з дубовим листям.

## Кар'єра
2 серпня 1914 був покликаний в армію в артилерію. Учасник Першої світової війни, був тяжко поранений. В 1919/22 роках працював у Міністерстві сільського господарства Померанії. 15 листопада 1922 року вступив на службу в охоронну поліцію Гамбурга. 1 травня 1933 року вступив у НСДАП (квиток №2 223 186). З грудня 1939 року — командир 3-го батальйону поліції порядку, дислокованого на території генерал-губернаторств. В травні 1940 року переведений у війська СС і призначений командиром 2-го дивізіону артилерійського полку Поліцейської дивізії СС. Учасник Німецько-радянської війни. 1 листопада 1941 року вступив в СС (посвідчення №405 821). З 1 серпня 1943 по 1 квітня 1944 року командував 3-м артилерійським полком СС своєї дивізії. З 24 жовтня 1943 по 15 березня 1944 року очолював бойову групу дивізії в СРСР (основна частина дивізії була перекинута на південний схід), одночасно з 20 жовтня 1943 по 19 квітня 1944 року вважався командиром всієї дивізії. В 1944 році з 15 березня по 13 квітня командував 19-ю гренадерською дивізією військ СС (латвійською № 2), а в травні виконував обов'язки командира 4-ї поліцейської дивізії СС. З 1 червня 1944 року — командувач артилерією 2-го танкового корпусу СС на Східному фронті. На цій посаді Бок залишався до кінця війни, за винятком двох місяців (31 липня — 29 жовтня 1944), коли він командував 9-ю танковою дивізією СС «Гогенштауфен».

## Звання
- Лейтенант (лютий 1918)
- Вахмістр охоронної поліції (15 листопада 1922)
- Лейтенант охоронної поліції (10 липня 1924)
- Оберлейтенант охоронної поліції (1 квітня 1928)
- Гауптман охоронної поліції (1 січня 1934)
- Майор охоронної поліції (1 квітня 1938)
- Штурмбанфюрер СС (1 листопада 1941)
- Оберштурмбанфюрер СС і оберстлейтенант охоронної поліції (1 квітня 1942)
- Штандартенфюрер СС і оберст охоронної поліції (9 листопада 1943)
- Оберфюрер (1 серпня 1944)

## Нагороди
- Залізний хрест 2-го класу
- Нагрудний знак «За поранення» в чорному
- Почесний хрест ветерана війни з мечами
- Медаль «За вислугу років у поліції» 3-го і 2-го ступеня (18 років)
- Застібка до Залізного хреста 2-го класу (21 серпня 1941)
- Залізний хрест 1-го класу (16 вересня 1941)
- Медаль «За зимову кампанію на Сході 1941/42» (2 серпня 1942)
- Медаль «За вислугу років у СС» 4-го ступеня (4 роки)
- Хрест Воєнних заслуг 2-го класу з мечами
- Лицарський хрест Залізного хреста з дубовим листям
  - лицарський хрест (28 березня 1943)
  - дубове листя (№570; 2 вересня 1944)